# Problema del primer món
Un problema del primer món és un inconvenient que resulta complicat o problemàtic des d'un punt de vista d'aquells que resideixen als països més desenvolupats (és a dir, del primer món) però que semblen ximpleries en comparació als problemes als quals s'enfronten els habitants del tercer món o fins i tot del segon món.
L'expressió es fa servir sovint amb desdeny enfront dels qui es queixen dels seus problemes quotidians al primer món. No obstant això, també és un concepte tractat per intel·lectuals i economistes en l'estudi de les relacions entre el primer, el segon i el tercer món.
Exemples quotidians serien tenir una mala cobertura en el telèfon mòbil, una baixa bateria, una velocitat ineficient d'Internet o perdre un dels dos auriculars sense fil.